# Referéndum constitucional de Grecia de 1973
Se celebró un referéndum constitucional en Grecia el 29 de julio de 1973. Las enmiendas confirmarían la abolición (producida el 1 de junio) de la monarquía por parte de la junta militar y establecerían una república. La propuesta fue aprobada por el 78,6% de los votantes con una participación del 75,0%. Esto inició el primer período del Metapolítefsi.

## Antecedentes
La junta militar había gobernado Grecia desde que un grupo de oficiales de rango medio, bajo el liderazgo del coronel Georgios Papadópoulos, había dado un golpe de Estado el 21 de abril de 1967. El rey Constantino II apoyó a regañadientes, pero comenzó a prepararse para un contragolpe orquestado por parte de elementos de las fuerzas armadas leales a él. Este contragolpe tuvo lugar el 13 de diciembre de 1967 y fracasó, lo que obligó al rey y a la mayor parte de la familia real a huir a Italia. Grecia siguió siendo un reino, con las funciones del rey ejercidas por un regente designado por la junta sin la sanción del rey, cargo que ocupó hasta 1972 el general Georgios Zoitakis, y luego fue asumido por un Papadópoulos cada vez más dominante, quien también ocupó el cargo de primer ministro y varios cargos ministeriales.
En mayo de 1973, sin embargo, se descubrió y suprimió un amplio movimiento antijunta, justo antes de su estallido, entre las filas de la Armada, en su mayoría realista. Sin embargo, un barco, el destructor Velos, se amotinó y, al llegar a Italia, el capitán Nikolaos Pappas y 31 oficiales y tripulantes desembarcaron y pidieron asilo político, lo que generó interés en todo el mundo. La fallida revuelta de la Marina demostró que incluso después de seis años de "normalidad" de la junta, la oposición no había desaparecido y que existía incluso entre una gran parte de las fuerzas armadas, que eran el principal apoyo interno del régimen. Esta revelación creó una gran crisis para el liderazgo de la junta.
Papadópoulos, en un movimiento que reforzaría su propia autoridad, depuso al rey. El 1 de junio se proclamó un Acta Constituyente que declaraba a Grecia una república presidencial, con Papadópoulos como Presidente de Grecia. El acto debía ser confirmado por un plebiscito, que se llevó a cabo el 29 de julio de 1973. Los difuntos partidos políticos y sus líderes instaron a un "No" en señal de oposición al régimen, pero la votación fue estrictamente controlada por la junta y los resultados fueron previsiblemente favorables al régimen. 

## Resultados
| Opción                             | Votos     | %    |
| ---------------------------------- | --------- | ---- |
| Si                                 | 3,843,318 | 78.6 |
| No                                 | 1,048,308 | 21.4 |
| Votos nulos/en blanco              | 64,293    | 1.3  |
| Total                              | 4,955,919 | 100  |
| Votantes registrados/participación | 6,610,094 | 75.0 |
| Fuente: Nohlen & Stöver            |           |      |

## Consecuencias
El Coronel Papadópoulos prometió un retorno al régimen democrático y parlamentario, basado en las disposiciones de la nueva Constitución, y nombró a Spiros Markezinis como Primer Ministro, y convocó elecciones para el 10 de febrero de 1974. Su intento de democratización controlada fracasó tras el Revuelta de la Politécnica de Atenas y el golpe de Estado de las facciones intransigentes del gobierno liderado por Dimitrios Ioannidis. Las formas de la República se mantuvieron hasta el colapso final de la junta en julio de 1974, y el 8 de diciembre de 1974 se celebró otro referéndum en el que el pueblo griego confirmó la abolición de la monarquía y el establecimiento de la actual Tercera República Helénica.